# Стадион Михаил Месхи
Стадион Микхеил Мескхи (груз. მიხეილ მესხის სტადიონი микхеил мескхис ст’адиониум), познат је и као Стадион Стадиони-пур, такође познат као Локомотиви Стадион је вишенамјенски стадион у Тбилисију, Грузија, назван је по чувеном грузијском међународном фудбалеру, Михаилу Месхију (1937–1991). Користи се углавном за фудбалске утакмице, а повремено и за утакмице рагби јуниона и рагби лиге. Стадион је реновиран 2001. године и има капацитет да прими 27.223 људи. То је други највећи стадион у Грузији, послије Динамо Арене.

## Локација
Стадион Михаил Месхи — Бивши стадион Локомотиве, који се налази у близини парка Ваке.

## Историјат
Изграђен је на месту некадашњег стадиона Каришхала. Претходни стадион са 26.000 мјеста изграђен је између 1952. и 1957. године, а пројектовао га је Јуриј Касрадзе. Године 1960, арена је реконструисана (архитекте Темур Абашидзе и Анри Курашвили) и додато је 10.400 мјеста.
Године 1999, стари стадион је потпуно срушен и почела је изградња новог спортског комплекса (шефица архитектонске групе Отар Варданашвили, архитекте — Николоз Абашидзе, Автандил Ревазишвили, Отар Беријанидзе), који је завршен 2001. године, а цио комплекс је отворен 2003. године, са капацитетом трибина од 27 хиљада (укључујући 500 мјеста под кровом). 
Арена је почетком 2011. године предата у дугорочни закуп Фудбалском савезу Грузије, чиме је започела реконструкција стадиона. Прва фаза реконструкције завршена је крајем августа, а стадион је отворен 1. септембра 2011. године утакмицом између репрезентација Грузије и Шпаније до 21 године. Арена има модеран систем за одводњавање, електричну таблу, двије свлачионице, сале за конференције за штампу, кабине за ТВ коментаторе, ВИП ложе, ложе за уважене госте и новинаре, собе за судије и делегате, собе за допинг контролу, теретану и паркинг. Комплекс стадиона укључује резервни терен са више од 1.000 мјеста. Од септембра 2011. године, стадион „Михаил Месхи“ је домаћа арена Фудбалског клуба „Спартак“ из Чинвалија за утакмице националног првенства и Купа Давида Кипијанија.

## Чињенице
До 2022. године, почели су радови на рехабилитацији стадиона за Европско првенство у фудбалу за млађе од 21 године и концерт групе Imagine Dragons 31. августа. Седишта су замењена, постављени су дигитални монитори око травнате површине, које стадион никада раније није имао. Коначно, радови на рехабилитацији стадиона су завршени 21. маја 2023. године, а тест утакмица Друге националне лиге (Болниси Сиони — Динамо Тбилиси 2) одржана је на новорехабилитованом стадиону 1. јуна.
Стадион „Месхи 2“ је био домаћин двије квалификационе утакмице Лиге Европе 2020/21.

## Галерија
- Финале Купа Грузије, 30. мај 2009.
- Рагби, Грузија — Јапан, 2014.
- Поглед на стадион Локомотиве, 2004.